# Şehsuvar Sultan
Şehsuvar Sultan (* um 1682; † 27. April 1756 in Istanbul) war eine Gemahlin des osmanischen Sultan Mustafa II. und von 1754 bis 1757 Valide Sultan unter ihrem Sohn Osman III.

## Leben
Şehsuvar Sultan wurde um 1682 in Russland geboren. Sie kam als Konkubine an den Hof des Sultans Mustafa II. Am 2. Januar 1699 gebar sie im Edirne-Palast den Sohn Şezade Osman.
Mit dem Aufstand der Janitscharen im Jahr 1703 in Istanbul wurde Mustafa entthront und sein Bruder Ahmed III. neuer Sultan des Reiches. Şehsuvar musste den Harem verlassen und zog in den Eski Saray in Istanbul. Ihr Sohn Şehzade Osman wurde hingegen zusammen mit dem gesamten Hof in den Topkapı-Palast verlegt.
Sultan Mahmud I., Mustafas erster Sohn und Halbbruder von Osman, bestieg 1730 den Thron, nachdem Ahmed im Zuge des Patrona-Halil-Aufstands von den Janitscharen entthront wurde. Als Mahmud 1754 plötzlich verstarb, folgte ihm Osman auf den Thron und Şehsuvar wurde zur neuen Valide Sultan.
Die Valide Sultane wurden normalerweise mit Kutschen zum Topkapı-Palast gefahren. Şehsuvar wurde jedoch in einer Sänfte in den Palast getragen. Der Sultan, der seine Mutter seit vielen Jahren nicht mehr gesehen hatte, befahl, seine Umgürtungszeremonie mit dem Schwert des Osman einige Tage nach der Ankunft seiner Mutter im Palast abzuhalten. Die Zeremonie entspricht etwa der Krönung in einer christlichen Monarchie.
Im Jahr 1755 überredete Şehsuvar ihren Sohn, den Großwesir Hekimoğlu Ali Pascha, der im Leanderturm inhaftiert war, nicht hinzurichten. Dies wird sowohl als Beispiel für ihren Einfluss auf Osman als auch für ihren wohltätigen Einfluss gewertet.
Şehsuvar Sultan starb am 27. April 1756 im Topkapı-Palast und wurde in einer Türbe in der Nuruosmaniye-Moschee im Istanbuler Stadtviertel Çemberlitaş beigesetzt.